# Charles-Étienne Briseux
Charles-Étienne Briseux (født 1680 i Baume-les-Dames, død 1754) var en fransk arkitekt. 
Briseux er især kendt som publicist af forbilledværker, hvis smagsretning tilhører den fornemme og rolige franske rokoko (Architecture moderne 1728 og 1754, L'art de bâtir des maisons de campagne 1743, Traité de Beau 1752).